# Rubiana
Rubiana is een gemeente in de Italiaanse provincie Turijn (regio Piëmont) en telt 2208 inwoners (31-12-2004). De oppervlakte bedraagt 26,8 km², de bevolkingsdichtheid is 82 inwoners per km².
De volgende frazioni maken deel uit van de gemeente: Mompellato, Favella.

## Demografie
Rubiana telt ongeveer 1052 huishoudens. Het aantal inwoners steeg in de periode 1991-2001 met 30,3% volgens cijfers uit de tienjaarlijkse volkstellingen van ISTAT.
| Jaar | Inwoneraantal |
| ---- | ------------- |
| 1991 | 1572          |
| 2001 | 2048          |

## Geografie
De gemeente ligt op ongeveer 700 m boven zeeniveau.
Rubiana grenst aan de volgende gemeenten: Viù, Condove, Val della Torre, Caprie, Villar Dora, Almese.